# Мімі Кузик
Мімі (Мерилін) Кузик (англ. Mimi (Marilyn) Kuzyk) народилася в 1952 році у Вінніпезі (Канада) — канадська акторка і танцюристка.

## Біографія
Мімі Кузик танцює у колективі «Українська русалка». Навчалася в студії Королівського балету Вінніпега.
Найвдаліша кінороль у серіалі «Блюз Гілл Стріт», де вона грала детектива Петсі Майо з 1984 по 1986 роки.

## Вибрана фільмографія
| Рік         | Фільм                               | Оригінальна назва                        | Роль               |
| ----------- | ----------------------------------- | ---------------------------------------- | ------------------ |
| 1984 — 1986 | Блюз Гілл Стріт                     | Hill Street Blues                        | Петсі Майо         |
| 1999        | Викрадачі минулого                  | The Time Shifters / Thrill Seekers       | Елеанор Грейсон    |
| 2000        | Золоті павуки: Таємниця Ніро Вульфа | The Golden Spiders: A Nero Wolfe Mystery | Лора Фромм         |
| 2001        | Загублені й несамовиті              | Lost and Delirious                       | Елеанор Беннет     |
| 2003        | Заплямована репутація               | The Human Stain                          | Делфін Ру          |
| 2004        | Завершальний монтаж                 | The Final Cut                            | Тельма             |
| 2004        | Післязавтра                         | The Day After Tomorrow                   | Державний секретар |
| 2006        | Весілля на Різдво                   | A Christmas Wedding                      | Кетрін             |
| 2007        | Медовий місяць Камілли              | Camille                                  |                    |
| 2008        | XIII                                | XIII                                     | Саллі Шерідан      |
| 2016        | Сутінкові Мисливці                  | Shadowhunters                            | Аймоджин Херондейл |
| 2016        | Сім'янин                            | A Family Man                             | Бернадин           |